# 射影力学系
数学における射影力学系（しゃえいりきがくけい、英: projected dynamical system）とは、解がある制約集合に制限された力学系の挙動を調べる数学理論である。この学問では、最適化や平衡点の問題などの静的な分野と、常微分方程式の動的な分野との関連や応用が示されている。
射影力学系は、次の射影微分方程式（projected differential equation）のフローとして与えられる：
{\displaystyle {\frac {dx(t)}{dt}}=\Pi _{K}(x(t),-F(x(t))).}
ここで K は制約集合である。この形状の微分方程式は、不連続なベクトル場を持つという点において注目すべきものである。

## 射影力学系の歴史
射影力学系は、特に時間などのあるパラメータに関する平衡点問題における非静的な解の挙動を力学的にモデルするという狙いの下で発展してきた。この系の挙動は常微分方程式のそれと異なり、例えば金融モデルにおける投資の非負性や、オペレーションズ・リサーチにおける凸多面体集合など、根底にある平衡点問題が有効となるようなある制約集合に制限された解を扱うものである。射影力学系の発展による恩恵を受けた特に重要な平衡点問題のクラスの一つに、変分不等式が挙げられる。
射影力学系の理論の構築は1990年代に行われた。しかし、それ以前の数学の文献、特に変分不等式と微分包含式との関連に関する文献にも、同様の概念は見つけられている。

## 射影と錐
射影微分方程式の任意の解は、すべての時間に対して制約集合 K の内側に留まる必要がある。このようなことは、射影作用素と二つの特に重要な凸錐のクラスを用いることで、達成される。ここで K はあるヒルベルト空間 X の閉凸部分集合である。
集合 K の点 x での法錐（normal cone）は、次で与えられる。
{\displaystyle N_{K}(x)=\{p\in V|\langle p,x-x^{*}\rangle \geq 0,\forall x^{*}\in K\}.}
集合 K の点 x での接錐は、次で与えられる。
{\displaystyle T_{K}(x)={\overline {\bigcup _{h>0}{\frac {1}{h}}(K-x)}}.}
X の点 x での、K への射影作用素（projection operator）は、K 内の点 {\displaystyle P_{K}(x)} で
{\displaystyle \|x-P_{K}(x)\|\leq \|x-y\|}
をすべての K 内の y に対して満たすものとして与えられる。
X 内のあるベクトル v の、K の点 x でのベクトル射影作用素は、次で与えられる。
{\displaystyle \Pi _{K}(x,v)=\lim _{\delta \to 0^{+}}{\frac {P_{K}(x+\delta v)-x}{\delta }}.}

## 射影微分方程式
ヒルベルト空間 X の閉凸部分集合 K と、K から X への元を取るベクトル場 -F が与えられたとき、K と -F に関する射影微分方程式は次で定義される。
{\displaystyle {\frac {dx(t)}{dt}}=\Pi _{K}(x(t),-F(x(t))).}
K の内部で、解は制限のない常微分方程式におけるものと同じように振る舞う。しかし、ベクトル場はその集合の境界に沿って不連続なので、射影部分方程式は不連続な微分方程式のクラスに属する。この事実によって、常微分方程式の多くの理論が適用できなくなるが、-F がリプシッツ連続なベクトル場であるときは、K 内の各初期点 x(0)=x0 を通る絶対連続な解が区間 {\displaystyle [0,\infty )} 上で唯一つ存在する。
この微分方程式は、代替的に
{\displaystyle {\frac {dx(t)}{dt}}=P_{T_{K}(x(t))}(-F(x(t)))}
や
{\displaystyle {\frac {dx(t)}{dt}}=-F(x(t))-P_{N_{K}(x(t))}(-F(x(t)))}
で特徴付けることも出来る。負号を使ってベクトル場を -F と記述する慣習は、射影力学系が変分不等式と共有する特定の関係性によるものである。文献においてそのような慣習は、変分不等式においてはベクトル場は正で、対応する射影力学系においては負であると述べられている。